# Harry Grindell Matthews
Harry Grindell Matthews, född 17 mars 1880, död 11 september 1941, var en brittisk uppfinnare.
Efter att som frivilliga ha deltagit i boerkriget kom Harry Grindell Matthews att intressera sig för den trådlösa telegrafin och dess möjligheter. Han lyckades före någon annan etablera trådlös telefoni med flygplan (1911, alltså innan elektronrör fanns allmänt tillgängliga), arrangerade det första telefoniska pressreportaget över Atlanten, uppfann den första automatiska styrinrättningen för flygplan och producerade 1918–1924 en serie ljudfilmsuppfinningar med mera. Grindell Matthews var teknisk rådgivare hos den amerikanska filmfirman Warner Brothers 1926–1927. Under 1930-talet utarbetade han ett antal metoder för uppspårande av ubåtar och för radiolokalisering av flygplan.